# Cheddar Yeo
Cheddar Yeo är ett vattendrag i Storbritannien.   Det ligger i grevskapet Somerset och riksdelen England, i den södra delen av landet, 190 km väster om huvudstaden London.